# Aufs
aufs（全称：advanced multi-layered unification filesystem，高级多层统一文件系统）用于为Linux文件系统实现联合挂载。该名称最初是AnotherUnionFS的首字母縮略字，但从第2版开始它代表“advanced multi-layered unification filesystem”。
aufs是之前的UnionFS的完全重写，2006年由岡島順治郎开发。它旨在提高可靠性和性能，但也引入了一些新概念，例如可写分支平衡和其他改进——其中一些目前已在UnionFS 2.x分支中实现。
aufs被拒绝合并到主线Linux。它的代码被批评为是“稠密，不可读，无注释”。相反，OverlayFS已被合并到Linux内核。在数次尝试后，作者已经放弃。

## 使用
Docker最初使用aufs作为容器文件系统层。它目前仍作为存储后端之一来支持。
数个Linux发行版已选择aufs作为UnionFS的替代品，包括：
- Knoppix live CD Linux发行版，自2006年年底以来，“为了更好的稳定性和性能”[7]
- NimbleX（英语：NimbleX），自2008版本。与Linux-Live同时切换
- Porteus（英语：Porteus (operating system)） LiveCD，完全在内存中运行
- Slax（及常规目的Linux-Live脚本），从第6版开始[8]
- Xandros Linux发行版，可在ASUS Eee PC 901型号中使用
- Ubuntu 10.04 LTS Live CD
- Debian 6.0 Live媒体
- Gentoo Linux LiveDVD 11.0[9]
- Gentoo Linux LiveDVD 11.2[10]
- Gentoo Linux LiveDVD 12.0[11]
- Salix Live（英语：Salix OS#LiveCD version），通过Linux-Live脚本截止13.1.1版本，通过SaLT从13.37开始
- Puppy Linux可以完全在内存中运行，而更改在关机时保存。例如，Slacko 5.3.3可运行为一个LiveCD。